# Holding Back the Years
Holding Back the Years är en låt av Simply Red, utgiven som singel den 4 november 1985. Låten, som återfinns på gruppens debutalbum Picture Book, blev en stor hit och erövrade bland annat första plats på Billboard Hot 100 och andra plats på UK Singles Chart.
Musikvideon visar sångaren Mick Hucknall, som vandrar på den engelska landsbygden, bland annat vid Whitby Abbey.